# Pampa Guanaco Airport
Pampa Guanaco Airport är en flygplats i Chile.   Den ligger i provinsen Provincia de Tierra del Fuego och regionen Región de Magallanes y de la Antártica Chilena, i den södra delen av landet, 2 300 km söder om huvudstaden Santiago de Chile. Pampa Guanaco Airport ligger 157 meter över havet.
Terrängen runt Pampa Guanaco Airport är platt åt nordost, men åt sydväst är den kuperad. Trakten runt Pampa Guanaco Airport är nära nog obefolkad, med mindre än två invånare per kvadratkilometer.. Det finns inga samhällen i närheten.
Trakten runt Pampa Guanaco Airport består i huvudsak av gräsmarker.